# Boryspilśka
Boryspilśka (ukr. Бориспiльська) – jedna ze stacji kijowskiego metra na linii Syrećko-Peczerśka. Została otwarta 23 lipca 2005. 
Stacja jest ostatnią z sześciu na alei Mykoły Bażana, która po głównym rondzie, które tworzy Plac Charkowski, staje się Autostradą Boryspolską M3/ E40, która biegnie do miasta i międzynarodowego lotniska Boryspol, a następnie do Połtawy i Charkowa.